# Thomas Henry Bingham
Pour les articles homonymes, voir Thomas Bingham.
Thomas Henry Bingham (né le 13 octobre 1933 et décédé le 11 septembre 2010) est homme de loi et juriste britannique.

## Biographie
Nommé aux plus hautes fonctions judiciaires d'Angleterre et de Galles, il fut Lord juge en chef et Lord supérieur d'Appel ordinaire.
Se marie en 1963 avec Elizabeth née Loxley , Lord et Lady Bingham ont eu trois enfants .

## Œuvres
- The Rule of Law, Penguin Global, 2010.  (ISBN 978-1-84614-090-7)

## Liens externes

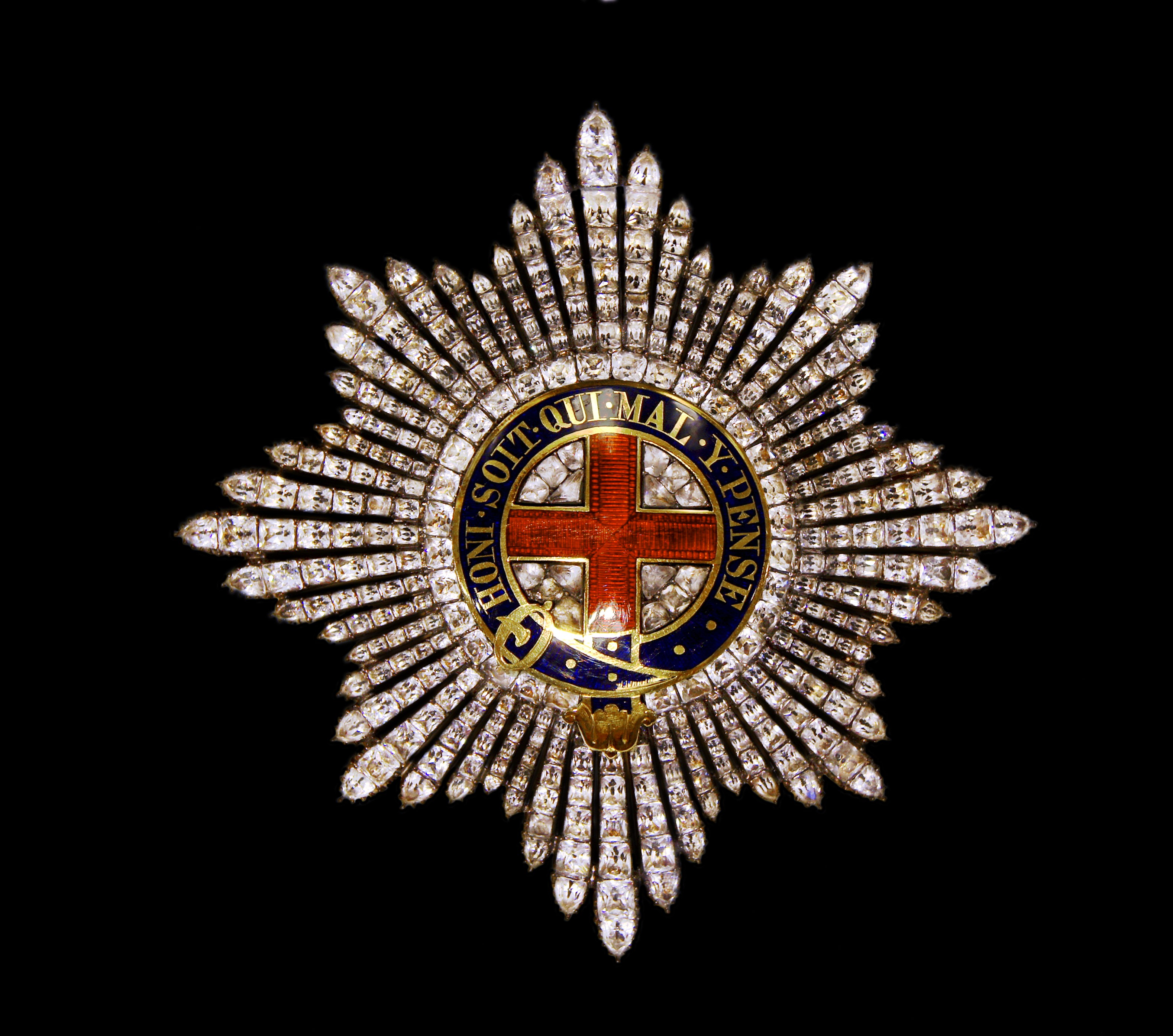
Plaque de l'ordre de la Jarretière